# 維拉斯托·大衛
維拉斯托·大衛（匈牙利語：Verrasztó Dávid；1988年8月22日—）是一位匈牙利游泳運動員。他的父親佐爾坦和妹妹艾韦琳也是游泳運動員。他也代表匈牙利參加奧運會和世錦賽。